# Geneva (Nueva York)
Geneva es una ciudad ubicada en los condados de Ontario y Seneca en el estado estadounidense de Nueva York. En el año 2013 tenía una población de 13.199 habitantes y una densidad poblacional de 1.200 personas por km².

## Geografía
Geneva se encuentra ubicada en las coordenadas 42°52′44″N 76°59′35″O / 42.87889, -76.99306. Según la Oficina del Censo, la ciudad tiene un área total de 15,2 km² (5,9 mi²), de la cual 11 km² (4,2 mi²) es tierra y 4,1 km² (1,6 mi²) (27.18%) es agua.

## Demografía
Según la Oficina del Censo en 2000, los ingresos medios por hogar en la localidad eran de $31,600 y los ingresos medios por familia eran $41,224. Los hombres tenían unos ingresos medios de $31,315 frente a los $23,054 para las mujeres. La renta per cápita para la localidad era de $15,609. Alrededor del 17.5% de la población estaban por debajo del umbral de pobreza.